# Daniel Frydrychowicz Puzyna
Daniel Frydrychowicz Puzyna herbu Oginiec (zm. 16 lub 19 sierpnia 1692 roku) – sędzia ziemski upicki w latach 1676-1692, podsędek upicki w latach 1673-1676.
Był elektorem Jana III Sobieskiego z powiatu upickiego w 1674 roku. Poseł na sejm koronacyjny 1676 roku z Upity.